# Temnorhynchus overlaeti
Temnorhynchus overlaeti är en skalbaggsart som beskrevs av Louis Burgeon 1947. Temnorhynchus overlaeti ingår i släktet Temnorhynchus och familjen Dynastidae. Inga underarter finns listade i Catalogue of Life.